# Epimetheus (måne)
Epimetheus (grekiska Επιμηθεύς) är en av Saturnus månar. Den är också känd som Saturnus XI.

## Upptäckt
Epimetheus delar omloppsbana med månen Janus. Astronomer antog därför felaktigt att dessa två månar var en och samma och hade därför länge svårt att beräkna dess omloppsbana.  
Audouin Dollfus observerade månen den 15 december 1966, och han föreslog namnet Janus . Den 18 december samma år gjorde Richard L Walker en liknande observation och han anses numera vara Epimetheus upptäckare. Men då antog man felaktigt att det handlade om en och samma måne och den fick officiellt namnet Janus.
Tolv år senare, i oktober 1978, insåg Stephen M Larson och John W Fountain att den bästa förklaringen till 1966 års observationer var att det handlar om två helt olika objekt, Janus och Epimetheus, som delar omloppsbana. Detta bekräftades 1980 av rymdsonden Voyager 1. Därför delar Walker upptäckten av Epimetheus med Larson och Fountain.
Voyagers upptäckt fick beteckningen S/1980 S 3, och 1983 fick den namnet Epimetheus. Namnet Janus godkändes också av IAU vid samma tidpunkt, men det hade använts inofficiellt sedan Dollfus föreslog det ett par dagar efter upptäckten 1966.

## Förhållandet mellan Epimetheus och Janus

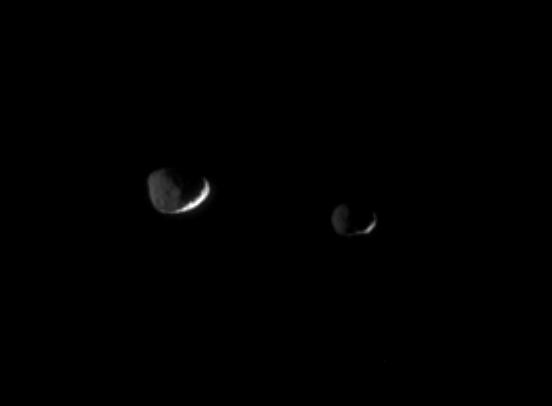
Epimetheus (höger) närmar sig Janus (vänster)

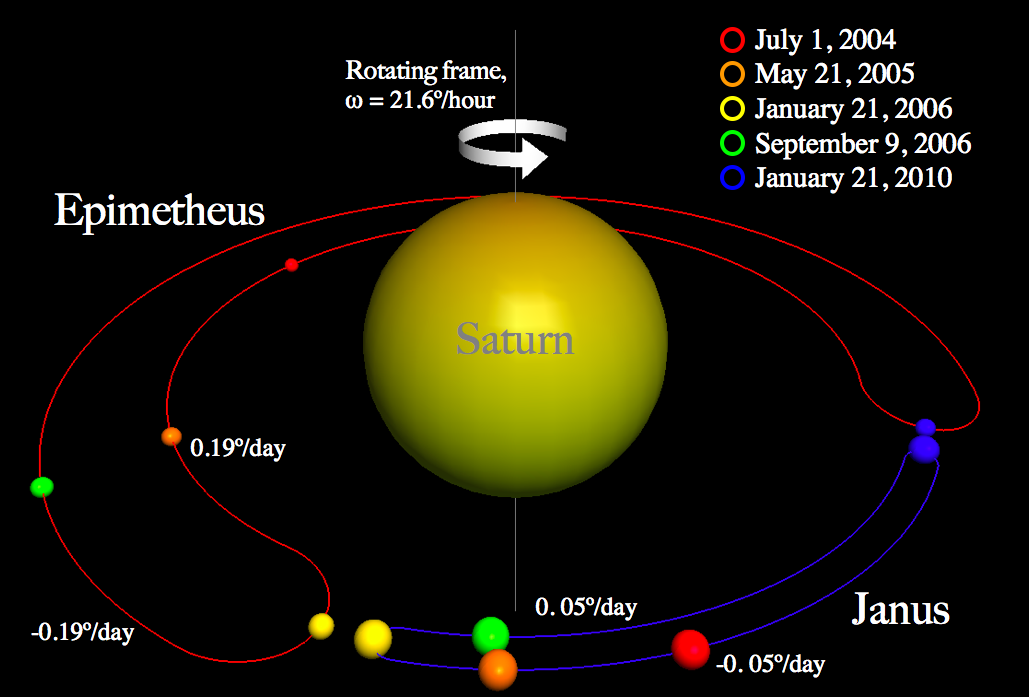
Epimetheus och Janus i en roterande referensram.

Epimetheus och Janus delar omloppsbana. Janus avstånd från Saturnus är för närvarande 151 472 kilometer och Epimetheus avstånd är 151 422 kilometer: skillnaden är endast 50 kilometer. Eftersom en kropp i en inre omloppsbana också rör sig snabbare måste månarna oundvikligen närma sig varandra, och eftersom Epimetheus diameter är 115 kilometer och Janus är 178 kilometer kan det vid första intrycket verka som om månarna kommer att kollidera med varandra. 
När den inre månen hinner ikapp den yttre månen förändrar den ömsesidiga gravitationen månarnas banor. Den inre, upphinnande månen dras mot den yttre, vilket ökar dess banhastighet. En högre hastighet tillåter månen att nå längre bort från Saturnus, det vill säga den höjer banan. Den yttre månen upplever i sin tur en dragningskraft riktad mot den upphinnande månen som sänker dess banhastighet. Den lägre hastigheten motsvarar en sänkning av omloppsbanan. Resultatet blir att månarna byter omloppsbana med varandra och börjar röra sig bort från varandra igen eftersom den främre månen nu har fått den lägsta, och därmed snabbaste, omloppsbanan.
Avståndet mellan månarna blir aldrig mindre än 10 000 kilometer och bytet av omloppsbana sker ungefär var fjärde år. Senast det inträffade var januari 2006. Vid denna tidpunkt minskade Janus avstånd till Saturnus med ungefär 20 kilometer, medan Epimetheus avstånd ökade med 80 kilometer. Janus omloppsbana påverkas mindre eftersom den har fyra gånger större massa än Epimetheus. Månarnas förhållande till varandra är unikt i solsystemet.
Omloppsbanornas förhållande mellan Janus och Epimetheus kallas för circular restricted three-body problem, där månarna har liknande storlek och Saturnus är den tredje himlakroppen. Andra exempel på detta förhållande är de trojanska asteroiderna och trojanska månar. 

## Fysiska egenskaper
Rymdsonden Cassini gjorde en förbiflygning 3 december 2007, och tog de hittills bästa bilderna av månens yta. Liksom andra små kroppar i solsystemet domineras Epimetheus yta av kratrar. Flera av kratrarna är större än 30 kilometer i diameter och både stora fåror och bergskammar förekommer. De många kratrarna tyder på att Epimetheus yta är gammal och inte har omformats av geologisk aktivitet. Janus och Epimetheus kan ha bildats från en och samma måne. Den låga densiteten och höga albedon tyder på att Epimetheus är porös och mestadels består av vattenis.